# Station Drzewce
Station Drzewce is een spoorwegstation in de Poolse plaats Drzewce.